# Laurent Travers
Pour les articles homonymes, voir Travers.

a Compétitions nationales et continentales officielles uniquement.

Laurent Travers, né le 21 octobre 1968 à Sarlat, est un joueur et entraîneur de rugby à XV français. Il évoluait au poste de talonneur au CA Sarlat puis au CA Brive.
Il commence sa carrière d'entraîneur au sein de l'ASM Clermont Auvergne, avant de former un duo avec Laurent Labit durant quatorze années, de 2005 à 2019, successivement à la tête de l'US Montauban, du Castres olympique puis du Racing 92. Ils remportent le championnat de France avec Castres en 2013 puis avec le Racing en 2016. De 2019 à 2023, il est directeur du rugby du Racing 92, avant d'en prendre la présidence de 2023 à 2024.

## Biographie
Laurent Travers naît et grandit à Sarlat. Il fréquente le lycée Pré-de-Cordy de Sarlat avec lequel il remporte le championnat de France cadets scolaires le 10 mai 1985 à Toulon.
Il devient directeur régional du Crédit agricole Charente-Périgord et dirige près de cent personnes.
Formé au CA Sarlat, il arrive au Club athlétique Brive Corrèze Limousin à 27 ans. Le 25 janvier 1997, il joue la finale de la Coupe d'Europe (première édition avec les clubs anglais) à l'Arms Park de Cardiff face au Leicester Tigers, les Brivistes s'imposent 28 à 9 et deviennent les deuxièmes champions d'Europe de l'histoire après le Stade toulousain en 1996. La saison suivante, il revient en finale avec au Parc Lescure de Bordeaux face à Bath mais les Anglais s'imposent 19 à 18.

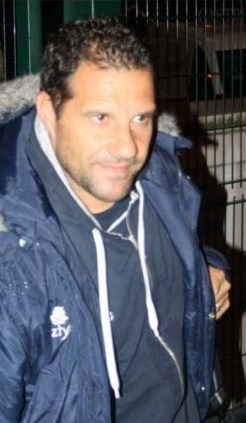
Laurent Labit, avec qui il forme un duo d'entraîneurs de 2005 à 2019, successivement à Montauban, Castres et au Racing.

Après sa carrière de joueur, il embrasse celle d'entraîneur. Lors de la saison 2001-2002, il est entraîneur adjoint de l'ASM Clermont Auvergne, demi-finaliste du championnat. La saison suivante, il prend la tête de l'équipe première.
Puis, il co-entraîne l'US Montauban avec Laurent Labit de 2005 à 2009. Ils qualifient Montauban pour la H Cup 2008-2009 pour la première fois dans l'histoire du club.
À la fin de la saison 2008-2009, il rejoint, toujours avec Laurent Labit, le Castres olympique. Avec le club tarnais, qui ne peut plus suivre l'inflation des budgets imposée par les grosses métropoles, ils reconstruisent un groupe avec de jeunes espoirs français. Ils réussissent à décomplexer cette équipe sans paillettes qui souffre toujours d'un déficit d'image depuis le titre polémique attribué aux dépens des Grenoblois en 1993, et sous-médiatisée car elle compte peu d'internationaux. Après une progression constante dans la hiérarchie du rugby français (deux barrages et une demi-finale), ils mènent le Castres olympique au titre de Champion de France 2013.
En juin 2011, il est choisi pour entraîner les Barbarians français, aux côtés de Laurent Labit et Philippe Rougé-Thomas, pour une tournée au Japon. Il entraîne de nouveau les Baa-Baas, toujours avec Laurent Labit, lors d'une tournée en Argentine en juin 2012, puis pour une rencontre contre le Japon au Havre en novembre 2012.
Dans la foulée du Bouclier de Brennus acquis avec le Castres olympique, ils prennent en charge le Racing Métro 92 qu'ils emmènent en finale de la coupe d'Europe et au titre de champion de France 2016. Le 30 janvier 2017, ils prolongent leur contrat avec le Racing 92 jusqu'en 2021, puis en octobre de la même année, jusqu'en 2022.
Le 29 avril 2019, le Racing 92 annonce le départ de Laurent Labit du club à la fin de la saison pour rejoindre l'encadrement de l'équipe de France. Laurent Travers est alors nommé directeur général du rugby.
Après 4 saisons en tant que directeur général du rugby, Jacky Lorenzetti le nomme président du directoire du club à partir du 1er juillet 2023 tandis que l'anglais Stuart Lancaster lui succède à la tête de l'équipe première. Après une première saison à ce poste, il souhaite finalement se rapprocher du terrain pour renouer avec son rôle de technicien du rugby. Le 26 décembre 2024, Arnaud Tourtoulou est nommé président du Racing à sa place. Laurent Travers reste au club jusqu'à la fin de la saison pour accompagner son successeur.

## Carrière d'entraîneur
- CA Brive junior Reichel
- 2001-2003 : ASM Clermont Auvergne
- 2005-2009 : US Montauban
- 2009-2013 : Castres olympique
- 2013-2023 : Racing 92

| Saison      | Club                  | Division | Poste                      | Classement                   | Coupe d'Europe             | Challenge européen            |
| ----------- | --------------------- | -------- | -------------------------- | ---------------------------- | -------------------------- | ----------------------------- |
| 2001 - 2002 | ASM Clermont Auvergne | Top 16   | Adjoint                    | Éliminé en demi-finale       | Éliminé en quart-de-finale | -                             |
| 2002 - 2003 | ASM Clermont Auvergne | Top 16   | Entraineur                 | 5e                           | Éliminé en poule           | -                             |
| 2005 - 2006 | US Montauban          | Pro D2   | Avants                     | Champion de France de Pro D2 | -                          | -                             |
| 2006 - 2007 | US Montauban          | Top 14   | Avants                     | 7e                           | -                          | Éliminé en poule              |
| 2007 - 2008 | US Montauban          | Top 14   | Avants                     | 7e                           | -                          | Éliminé en poule              |
| 2008 - 2009 | US Montauban          | Top 14   | Avants                     | 8e                           | Éliminé en poule           | -                             |
| 2009 - 2010 | Castres olympique     | Top 14   | Avants                     | Éliminé en barrages          | -                          | Éliminé en poule              |
| 2010 - 2011 | Castres olympique     | Top 14   | Avants                     | Éliminé en barrages          | Éliminé en poule           | -                             |
| 2011 - 2012 | Castres olympique     | Top 14   | Avants                     | Éliminé en demi-finale       | Éliminé en poule           | -                             |
| 2012 - 2013 | Castres olympique     | Top 14   | Avants                     | Champion de France           | Éliminé en poule           | -                             |
| 2013 - 2014 | Racing Métro 92       | Top 14   | Avants                     | Éliminé en demi-finale       | Éliminé en poule           | -                             |
| 2014 - 2015 | Racing Métro 92       | Top 14   | Avants                     | Éliminé en barrages          | Éliminé en quart-de-finale | -                             |
| 2015 - 2016 | Racing 92             | Top 14   | Avants                     | Champion de France           | Défaite en finale          | -                             |
| 2016 - 2017 | Racing 92             | Top 14   | Avants                     | Éliminé en demi-finale       | Éliminé en poule           | -                             |
| 2017 - 2018 | Racing 92             | Top 14   | Avants                     | Éliminé en demi-finale       | Défaite en finale          | -                             |
| 2018 - 2019 | Racing 92             | Top 14   | Avants                     | Éliminé en barrages          | Éliminé en quart-de-finale | -                             |
| 2019 - 2020 | Racing 92             | Top 14   | Directeur général du rugby | 3e (arrêt du championnat)    | Défaite en finale          | -                             |
| 2020 - 2021 | Racing 92             | Top 14   | Directeur général du rugby | 3e, éliminé en demi-finale   | Éliminé en quart-de-finale | -                             |
| 2021 - 2022 | Racing 92             | Top 14   | Directeur général du rugby | 6e, éliminé en barrages      | Éliminé en demi-finale     | -                             |
| 2022 - 2023 | Racing 92             | Top 14   | Directeur général du rugby | 5e, éliminé en demi-finale   | Éliminé en poule           | Éliminé en huitième de finale |

## Palmarès

### Comme joueur
- Champion de France cadets scolaires 1985 avec le lycée Pré-de-Cordy de Sarlat
- Champion d'Europe 1997 avec le CA Brive

### Comme entraîneur
- Champion de France Pro D2 2006 avec US Montauban
- Champion de France Top 14 2013 avec le Castres olympique
- Champion de France Top 14 2016 avec le Racing 92
- Coupe d'Europe avec le Racing 92 :
  - Finaliste (3) : 2016, 2018 et 2020

### Distinctions personnelles
- Oscars du Midi olympique 2012 :  Oscar d'Argent du meilleur encadrement (avec Laurent Labit)
- Nuit du rugby 2013 : Meilleur staff d'entraîneur du Top 14 (avec Laurent Labit) pour la saison 2012-2013
- Nuit du rugby 2016 : Meilleur staff d'entraîneur du Top 14 (avec Laurent Labit et Ronan O'Gara) pour la saison 2015-2016